# Onchobothriidae
Onchobothriidae är en familj av plattmaskar. Onchobothriidae ingår i ordningen Tetraphyllidea, klassen Neoophora, fylumet plattmaskar och riket djur. Enligt Catalogue of Life omfattar familjen Onchobothriidae 4 arter. 
Kladogram enligt Catalogue of Life:
| Onchobothriidae | \| \| Calliobothrium \| \| \| \| \| \| Ceratobothrium \| \| \| \| |
|                 | \| \| Calliobothrium \| \| \| \| \| \| Ceratobothrium \| \| \| \| |
|                 | Triloculariidae                                                   |
|                 |                                                                   |
|                 | Calliobothrium                                                    |
|                 |                                                                   |
|                 | Ceratobothrium                                                    |
|                 |                                                                   |

|  | Calliobothrium |
|  |                |
|  | Ceratobothrium |
|  |                |